# TENN
TENN（テン、本名：森脇 隆宏（もりわき たかひろ）、1978年12月11日 - 2014年9月25日）は、ET-KINGでMCを担当する日本のミュージシャン。大阪府東大阪市出身。血液型はAB型。
TENNという名前の由来は、専門学校時代サッカー部のキャプテンを任されかけたが、嫌だったので無理矢理キャプテンをキャプとテンに分けてテンを担当していたことから。好きな本は矢沢永吉の「成り上がり」。

## 来歴
東大阪市立英田中学校、桃山学院高校を卒業。1997年、大阪の福祉専門学校へ進学し、ホームヘルパー2級の免許を取得。
専門学校時代イトキン、KLUTCHと三人でアメリカ村に一緒に買い物に行ったり、好きなアーティストのライブを一緒に見に行ったり、スケボーしたりしていた。
1999年、イトキン、KLUTCHとET-KINGを結成。「トラックメーカー&トータルインフォメーション」を務め、高速ラップを得意とした。
2005年、ET-KINGのメンバー7人と大阪市浪速区で共同生活を始めた。センコウと共に縦2畳の狭隘な寝室に住み、2段ベッドの下段で起居した。この7人の共同生活はメンバーが結婚するまでの約3年間続いた。
ET-KINGの特徴的衣装である法被の番号は「弐」番である。
2012年3月9日、SPEEDのメンバーの上原多香子との婚約を発表。8月24日には、8月23日に入籍したことを上原のブログで発表した。
2014年4月29日、結成15周年記念公演を期に、ET-KINGの活動を休止。
2014年9月25日、死去。

## 自殺関連
- 2014年9月25日の午前7時半頃に大阪市天王寺区のマンション駐車場に停車中の車内で、心肺停止状態で発見されて死亡が確認された[9]。9月26日にファンへ宛てた遺書の全文を所属事務所が公式サイトで公開した[10]。

- 2017年8月13日、週刊誌「女性セブン」とニュースサイト「NEWSポストセブン」にTENNが妻へ宛てた遺書の全文[11]と、妻と俳優の阿部力の間で交わされたLINEチャットの文面を掲載したことにより、TENNが不倫の被害者であった事が報じられた[12]。これらはTENNの弟によって提供されたものであった。

## 人物
コーラを愛飲する。
高校3年生時の学園祭に有志で演劇公演を行った。
ET-KING結成前はバンドでドラムを担当した。
1999年、卒業後コンパで三人が再会し、女の子そっちのけでお互いの近況報告で盛り上がった。学生時代のような刺激が足りないからバンドをやろうという話になったが、3人ともボーカルがやりたかったため、バンド計画はすぐに却下された。そこで、DJスタイルのグループを組むことになる。これがET-KING結成の瞬間である。
共同生活中の金銭管理は、当初はイトキンが行っていたが、ライブ後の打ち上げなどがどんぶり勘定すぎるので、TENNが管理するようになった。TENNは1円単位で家計簿をつけていた。
自殺後の所属事務所からのコメントでは、TENNについて、「少し臆病だが、前向きで、自分の決めたことは何があっても譲らず、力強い」としている。

## ET-KING以外の活動

### DONAIYA OSAKA
関西を中心に活動するアーティストや趣旨に賛同するメンバーで構成されたフットサルチームであるDONAIYA OSAKAでキャプテンをしていた。

### 大阪らりあっと
2013年12月、『音楽×お笑い』という浪速の観て楽しむ総合エンターテイメント『大阪らりあっと』をET-KINGのKLUTCHと主催する。アーティスト、吉本芸人、アイドルなどが出演。

### ヒロウモンズ
2014年、ET-KINGのメンバーBUCCI、センコウと３人で、ライブ・ユニット「ヒロウモンズ」を結成し、ライブ活動を行なっていた。
何でも拾っていこう、チャンスはどこにだって落ちている、ということで拾う者たち＝「ヒロウモンズ」にユニット名を決定した。
3人の本名にはそれぞれ「ヒロ」が含まれていることにはあとから気付いた。
2015年9月16日、TENNの死後アルバム「ヒロウモンズ」リリース。

## ディスコグラフィ
ET-KINGの作品は除く

### 客演
- SIBLING
  - GAME feat. TENN (from ET-KING)

### ヒロウモンズ
- ヒロウモンズ(2015年9月16日) [18]
  1. ヒロウモンズのテーマ(3:31)
  2. ピザにコーラ(4:15)
  3. 夏が来た!(3:26)
  4. チャンカ(2:52)
  5. 鉄人27号(4:09)
  6. コンピコンビネーション(3:41)
  7. Yes man(4:09)
  8. ヒロウモンズ・ドット・コム(4:11)
  9. 俺たちだけの歌(4:06)